# Volha Havartsova
Volha Havartsova (hviderussisk: Вольга Аляксееўна Гаварцова tr. Volha Aljaksejewna Havartsova ; russisk: Ольга Алексеевна Говорцова tr. Olga Aleksejeva Govortsova, født 23. august 1988 i Pinsk, Hviderussiske SSR, Sovjetunionen) er en kvindelig tennisspiller fra Hviderusland. Volha Havartsova startede sin karriere i 2004.
23. juni 2008 opnåede Volha Havartsova sin højeste WTA single rangering på verdensranglisten som nummer 35.